# ماكيت القاهرة
ماكيت القاهرة، رواية عربية للروائي المصري طارق إمام. صدرت لأوّل مرة عن منشورات المتوسط في عام 2021، ودخلت في القائمة القصيرة للجائزة العالمية للرواية العربية لعام 2022، المعروفة باسم «جائزة بوكر العربية».